# Giuseppe Prinzi
Giuseppe Prinzi (Messina, 11 settembre 1825 – Frascati, 6 luglio 1895) è stato uno scultore italiano.

## Biografia
Iniziò gli studi a Messina con Letterio Subba e Tommaso Aloisio Juvarra perfezionandosi poi all'Accademia di San Luca in Roma con Pietro Tenerani. Realizzò numerose sculture, che si trovano in varie città d'Italia, tra queste, Roma, Napoli e Messina, sua città natale.

## Opere (selezione)

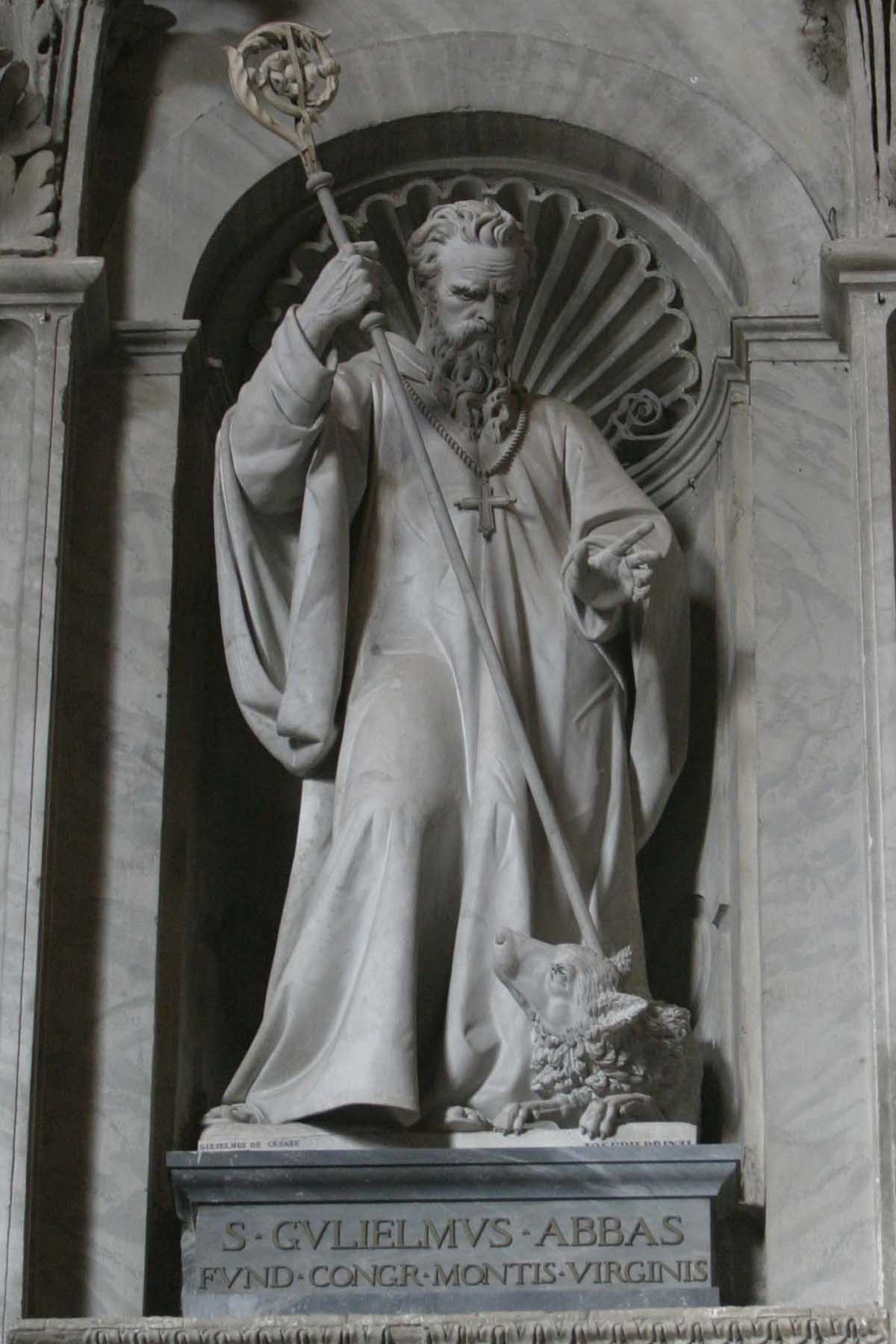
Statua di San Guglielmo da Vercelli (1878)

- Messina: Monumento di Messina riconoscente a Giuseppe Natoli per la concessione del porto franco (1848)
- Messina: Statua femminile con allegoria di Messina (1852)
- Campobasso: Statua di Venere (1873), posta in villetta Flora
- Basilica di San Pietro (Città del Vaticano): Statua di San Guglielmo da Vercelli (1878), Altorilievo del Cardinale Mario Mattei (1870).
- Pincio (Roma): Busto dell'astronomo Angelo Secchi (1879)
- Basilica di San Benedetto (Norcia): Statua di San Benedetto (1880)
- Castello Pennisi di Floristella (Acireale): Bassorilievo sepolcrale (1886)
- Cattedrale di San Giovanni (Ragusa): Bassorilievi presenti nella Cappella del Santissimo Sacramento, raffiguranti il Sacrificio di Melchisedec e l'Ultima Cena (1870)
- Teatro Vittorio Emanuele II (Messina): Busto di Ferdinando II
- Museo Regionale di Messina: Busto di Antonello da Messina
- Basilica Cattedrale di Acireale: Busto marmoreo di Pio IX (1878).